# 新加坡科技工程有限公司
新加坡科技工程有限公司（簡稱新科工程；英文：Singapore Technologies Engineering Ltd，簡稱ST Engineering Ltd），於1997年由多家公司合並而成，最初的歷史可以追溯到1967年，為新加坡一間負責電子工程、國防工業（亦包括國防承包）及航空航天工程等的公司，該公司在新加坡交易所上市。該公司由新加坡財政部全資擁有的淡馬錫控股擁有其51.69%的股份。
1997年，新科工程成為一間20億元（新加坡元）的上市控股公司。今時今日，新科工程已成為一家全球化的綜合的工程集團，業務範圍覆蓋航空航太工程、電子、陸路系統和海事等領域。由新加坡財政部全資擁有的淡馬錫控股擁有逾一半股份。
新科工程(ST Engineering)是一家全球技術，國防和工程集團，專門研究航空，電子，陸地系統和海洋領域。該集團在亞洲，歐洲，中東和美國的辦事處擁有約23,000名員工，為100多個國家的國防，政府和商業部門的客戶提供服務。憑藉其在130個城市中的700多個智慧城市項目，該集團繼續通過其智能交通，智能安全和智能環境解決方案套件幫助城市轉型。ST Engineering總部位於新加坡，在2019財年的收入為$ 7.9b，它是在新加坡證券交易所上市的最大公司之一。它是富時海峽時報指數，新加坡MSCI，iEdge SG ESG透明度指數和iEdge SG ESG領導者指數的成分股。欲獲得更多信息，www.stengg.com。
從2021年1月1日起，新加坡科技將重組為兩大部門:商業，國防和公共安全部門，以取代航空，電子，陸地系統和海事的部門結構。

## 組織
新加坡科技工程有限公司在全球聘用逾23,000名員工，旗下在24個國家及46座城市設立逾百間子公司和聯營公司。